# Wurm (Familienname)
Wurm ist ein deutscher Familienname.

## Namensträger
- Adeline Victorine Pauline Wurm (1877–1952), britische Komponistin, Pianistin und Musikpädagogin, siehe Adela Verne
- Adolf Wurm (1886–1968), deutscher Geologe und Paläontologe
- Alice Barbara Wurm (1868–1958), britische Pianistin, Komponistin und Musikpädagogin, siehe Alice Verne-Bredt
- Andreas Wurm (Stiftsdekan) (vor 1471–nach 1517), deutscher Stiftsdekan und Doktor beider Rechte
- Andreas Wurm (Journalist) (* 1972), deutscher Journalist, Moderator und Sprecher
- Armin Wurm (* 1989), deutscher Eishockeyspieler
- Arnold Wurm (1878–1933), deutscher Politiker, Oberbürgermeister von Wittenberg
- Artur Wurm (1932–2005), deutscher Kaufmann, Ökonom und Politiker (NDPD), MdV
- Barbara Wurm (* 1973), österreichische Kulturwissenschaftlerin und Filmkuratorin
- Carsten Wurm (* 1960), deutscher Literatur- und Buchwissenschaftler
- Christian Wurm (Polizist) (1771–1835), deutscher Polizeibeamter
- Christian Wurm (Philologe) (1801–1861), deutscher Lehrer, Schriftsteller, Philologe und Lexikograf
- Christian Friedrich Wurm (1803–1859), deutscher Lehrer, Historiker und Politiker
- Christine Wurm (* 1939), deutsche Fotografin
- Christoph Wurm (Altphilologe) (* 1955), deutscher Philologe
- Christoph Wurm (Fußballtrainer) (* 1992), österreichischer Fußballtrainer
- Clemens A. Wurm (* 1942), deutscher Historiker
- Dieter Wurm (1935–2019), deutscher Politiker
- Emanuel Wurm (1857–1920), deutscher Politiker
- Ernst Wurm (1906–1971), österreichischer Schriftsteller
- Erwin Wurm (* 1954), österreichischer Künstler
- Franz Wurm, eigentlicher Name von Franz Wurmb (1806–1864), österreichischer Arzt und Homöopath
- Franz Wurm (Maler) (1816–1865), deutscher Maler
- Franz Wurm (Schriftsteller) (1926–2010), Schweizer Schriftsteller und Übersetzer
- Franz Xaver Wurm (1786–1860), österreichischer Erfinder und Industrieller
- Frederik R. Wurm (* 1981), deutscher Chemiker
- Friedrich Wurm (Maler) (* 1954), österreichischer Maler
- Friedrich Wilhelm Wurm (1916–2007), deutscher Architekt
- Fritz Wurm (Friedrich Wurm;1897–1971), österreichischer Gewerkschaftsfunktionär und Politiker
- Georg Wurm (1894–1976), österreichischer nationalsozialistischer Agrarfunktionär
- Gisa Wurm (1885–1957), österreichische Schauspielerin
- Gisela Wurm (* 1957), österreichische Politikerin
- Gottfried LAF Wurm (Pseudonym Laf von Lafcadio; * 1946), österreichischer Maler und Grafiker
- Gottlieb Friedrich Wurm (1733–1803), württembergischer Pfarrer und Lehrer
- Grete Wurm (1919–2002), deutsche Schauspielerin
- Gustav Wurm (1855–1933), deutscher Verleger und Zeitungsgründer
- Hans Wurm (Maler) (1886–1971), deutscher Maler
- Hans Wurm (Mediziner) (1901–1978), deutscher Pathologe
- Harald Wurm (* 1984), österreichischer Skilangläufer
- Heinrich Wurm (1906–1984), deutscher Maler und Zeichner
- Helene Gröger-Wurm (1921–2005), österreichisch-australische Ethnologin
- Hermann-Joseph Wurm (1862–1941), deutscher Theologe und Journalist
- Jakob Gottlieb Wurm (1778–1847), evangelischer Pfarrer und Professor in Württemberg
- Johann Wurm (Politiker), österreichischer Politiker (NSDAP)
- Johann Friedrich Wurm (1760–1833), deutscher Astronom
- Johann Peter Wurm (* 1963/1966), deutscher Archivar
- John Nicholas Wurm (1927–1984), US-amerikanischer Geistlicher, Bischof von Belleville
- Josef Wurm (Eishockeyspieler) (1916–1981), österreichischer Eishockeyspieler
- Josef Wurm (Künstler) (* 1984), österreichischer Künstler
- Joseph Wurm (Politiker, 1786) (1786–1866), deutscher Priester und Politiker, MdL Bayern
- Joseph Wurm (Politiker, II), mährischer Gastronom und Politiker, MdL Mähren
- Juliane Wurm (* 1990), deutsche Sportkletterin
- Julius Friedrich Wurm (1791–1839), deutscher Mathematiker, Altphilologe, Diodor-Übersetzer
- Karl Wurm (Maler) (1893–1951), deutscher Maler
- Karl Wurm (Astronom) (1899–1975), deutscher Astronom
- Karl Wurm (Mediziner) (1906–2005), deutscher Internist
- Karl Wurm (Prähistoriker) (1911–1978), deutscher Prähistoriker und Archäologe
- Leopold Wurm (* 2006), deutscher Fußballspieler
- Louis Wurm (1866–1941), deutscher Politiker (DVP), MdL Preußen
- Manfred Wurm (* 1949), österreichischer Politiker (SPÖ)
- Marie Wurm, Geburtsname von Marie Verra (1857–1896), deutsche Schauspielerin und Sängerin
- Martin Wurm (1918–1998), deutscher Politiker (CDU)
- Mary Wurm (Marie Josephine Agnes Wurm; 1860–1938), deutsch-britische Pianistin und Komponistin
- Mathilde Wurm (1874–1935), deutsche Sozialarbeiterin und Politikerin (SPD, USPD)
- Matthias Wurm (* 1993), österreichischer Fußballspieler, siehe Matthias Aigner
- Michael Wurm (1945–2016), deutscher Jurist und Richter
- Olaf Wurm (1588–1654), dänischer Prähistoriker und Hochschullehrer, siehe Olaus Wormius
- Oliver Wurm (* 1970), deutscher Journalist und Verleger
- Paul Wurm (Pfarrer) (1829–1911), deutscher Pfarrer, Theologe und Publizist
- Paul Wurm (Redakteur) (1899–nach 1948), deutscher Antisemit und Redakteur
- Peter Wurm (* 1965), österreichischer Politiker (FPÖ)
- Ronald Wurm (* 1987), niederländischer Eishockeyspieler
- Stephen Wurm (Stephen Adolphe Wurm; 1922–2001), ungarisch-australischer Linguist
- Sylvia Mattl-Wurm (* 1954), österreichische Kunsthistorikerin
- Theo Wurm (1893–1974), deutscher Verleger
- Theodor Wurm (1892–1966), deutscher Förster und Heimatforscher
- Theophil Wurm (1868–1953), deutscher Theologe
- Viktor Wurm (1898–1972), deutscher Zeitungsverleger
- Wenzel von Wurm (1859–1921), österreichischer Generaloberst
- Wilhelm Wurm (1831–1913), deutscher Arzt
- Wolfgang Wurm (* 1972), deutscher Lyriker und Pädagoge
- Wolfram Wurm (* 1953), deutscher Fußballspieler